# Svaz komunistů Bosny a Hercegoviny
Svaz komunistů Bosny a Hercegoviny (srbochorvatsky v latince Savez komunista Bosne i Hercegovine, v cyrilici Савез комуниста Босне и Херцеговине, SK BiH/СК БиХ) byl republikovou organizací Svazu komunistů Jugoslávie v Bosně a Hercegovině.

## Historie
Bosenský svaz komunistů vznikl transformací oblastního výboru Komunistické strany Jugoslávie pro Bosnu a Hercegovinu v roce 1948. Původně existoval pod názvem Komunistická strana Bosny a Hercegoviny a v roce 1952 si změnil jméno na Svaz komunistů (obdobně tak učinily další organizace v dalších republikách a oblastech Jugoslávie).
V druhé polovině 80. let zasáhly Svaz komunistů Bosny a Hercegoviny četné aféry, mezi které patřil např. skandál ohledně luxusních vil bosenských politiků v Neumu, dále pak Aféra Kecmanović, či Aféra Agrokomerc. Někteří z politiků (např. republikový prezident Hamdija Pozderac) museli odstoupit ze svých pozic. Na jejich místa pak nastoupila mladší generace v čele s Nijazem Durakovićem. Ta na sjezdu strany v prosinci 1989 rozhodla pro systém svobodné soutěže více politických stran.
Až do této doby se Svaz komunistů Bosny a Hercegoviny vyslovoval pro politiku bratrství a jednoty, Titovu cestu rozvoje společnosti a jugoslávskou podobu socialismu. Možnost změny kurzu si připouštěl spíše opatrně, nicméně neobával se o ní hovořit.[zdroj?]
V květnu 1990 strana přijala nový program, ve kterém se vyslovila pro parlamentní demokracii a tržní hospodářství. Do té doby byla ochotna diskutovat o těchto bodech, ovšem myšlenku transformace politického i ekonomického systému po vzoru západoevropských zemí trvale odmítala.[zdroj?] Bosenští komunisté se v této době také ostře vyslovili proti vzniku politických stran na národnostním základě, tedy čistě srbských, muslimských, či chorvatských. V létě roku 1990 změnila strana název na Svaz komunistů Bosny a Hercegoviny – Sociálnědemokratická strana.
Do prvních svobodných voleb v Bosně a Hercegovině v listopadu a prosinci 1990 vstoupil SK BiH pod názvem Svaz komunistů Bosny a Hercegoviny – Strana demokratických změn (Savez komunista Bosne i Hercegovine – Stranka demokratskih promjena). Získal však pouhých 12,3 % hlasů (čtvrté místo), o několik procentních bodů více než Svaz reformních sil Jugoslávie tehdejšího svazového premiéra Ante Markoviće. Bosenskohercegovskou politickou scénu ovládly nacionalistické strany.
Během válečných událostí se strana transformovala v Sociálně demokratickou stranu Bosny a Hercegoviny.

## Tajemníci a od 1982 předsedové ÚV Svazu komunistů Bosny a Hercegoviny
- 1943–1965 Đuro Pucar Stari (1899–1979, národností Srb)
- 1965–1969 Cvijetin Mijatović (1913–1993, národností Srb)
- 1969–1978 Branko Mikulić (1928–1994, národností Srb)
- 1978–1982 Nikola Stojanović (*1933, národností Srb)
- 1982–1984 Hamdija Pozderac (1923–1988, národností Muslim/Bosňák)
- 1984–1986 Mato Andrić (*1928, národností Chorvat)
- 1986–1988 Milan Uzelac (1932–2005, národností Srb)
- 1988–1989 Abdulah Mutapčić (*1932, národností Muslim/Bosňák)
- 1989–1990 Nijaz Duraković (1949–2012, národností Muslim/Bosňák)